# Michael James Lighthill
Michael James Lighthill (Paris, 23 de janeiro de 1924 — Sark, 17 de julho de 1998) foi um matemático britânico, nascido na França.
Foi professor da Cátedra Beyer de Matemática Aplicada, de 1950 a 1959.

## Obras
- Collected Papers, 5 Volumes, Oxford University Press 1997
- On sound generated aerodynamically. I. General theory. Proc. Roy. Soc. 211(A) p. 564-587, London, 1952.
- On sound generated aerodynamically. II. Turbulence as a source of sound. Proc. Roy. Soc. 222(A), p. 1-34, London, 1954.
- com G. B. Whitham On kinematic waves. I. Flood movement in long rivers, Proceedings of the Royal Society of London, A 229, 1955, p. 281–316, II A theory of traffic flow on long crowded roads, Proc. Roy.Soc. A 229, 1955, p. 317-345
- Einführung in die Theorie der Fourieranalysis und der verallgemeinerten Funktionen. Bibliographisches Institut, Mannheim, 1966 (zuerst Cambridge 1958).
- Waves in Fluids, Cambridge University Press 1978, 2. Edição 2001, ISBN 0521010454
- An informal introduction to theoretical fluid mechanics, Oxford 1986
- Higher approximations in aerodynamics theory, Princeton 1960
- Mathematical Biofluiddynamics, SIAM 1975